# Аборти у Фінляндії

Правовий статус абортів у світі:
Легальний
Легальний при зґвалтуванні та за медико-соціальними показниками
Легальний у випадках (або заборонений, окрім випадків) зґвалтування, медико-соціальних протипоказань
Заборонений, окрім випадків зґвалтування та медико-соціальних протипоказань
Заборонений, окрім випадків загрозі життю жінки та при наявності психічних і патологічних протипоказань
Заборонений без виключень
Відмінності за регіонами
Відсутні дані

Аборти у Фінляндії є законними і безкоштовними за широкого діапазону обставин. За міжнародними стандартами, політичні розбіжності щодо абортів помірні й захворюваність низька.

## Правові основи
Згідно з законом дозвіл на аборт вимагає підпису не менш як одного лікаря (а в деяких випадках — двох), і в деяких випадках додатковий дозвіл від «Валвіра» (Національного наглядового органу соціального забезпечення та охорони здоров'я). Термін вагітності також впливає на видачу дозволу. Ключові терміни 0-12 тижнів, 13-20 тижнів, і понад 20 тижнів. Одного підпису лікаря достатньо для переривання вагітності строком  0-12 тижнів, коли пацієнтці не виповнилося 17 або є понад 40 років, а також якщо заявниця вже народила 4 і більше дітей незалежно від віку. В іншому разі потрібні підписи двох лікарів. Підстави для схвалення: потенційні фізичні або психічні розлади, якщо вагітність продовжуватиметься; або якщо вагітність виникла внаслідок серйозного злочину (наприклад, зґвалтування або інцесту); або в разі хвороби одного з батьків, яка ускладнює нормальне виховання майбутньої дитини. Посилання на «Валвіру» для розгляду та прийняття рішення необхідне у всіх випадках між 13-20 тижнями; або коли є підстави, що плід ненормальний (в цьому випадку 20 тижнів зростає до 24 тижнів); або в будь-якому випадку, якщо лікар ухвалив негативне рішення. Після 20 тижнів загроза життю жінки є єдиною поважною причиною для переривання вагітності.

## Історія
У Фінляндії аборти були заборонені до 1950 року, коли парламент Фінляндії легалізував аборти для збереження фізичного або психічного здоров'я жінки, якщо вагітна була віком до 16 років, якщо плід міг бути пошкодженим, або якщо вагітність настала внаслідок зґвалтування. Під тиском руху за визволення жінок і підтримки редакцій більшості національних газет фінське право зазнало подальшої лібералізації 1970 року. Закон 1970 року дозволив аборти до 16 тижнів вагітності з широкої низки соціально-економічних причин, якщо жінка молодша 17 і старша 40 років, якщо вона вже мала чотирьох дітей, або якщо хоча б один з батьків не зможе виховувати дитину через хворобу або психічний розлад.
Цей термін 1979 року знизили з 16 до 12 тижнів. Закон 1970 року також дозволив аборти до 20 тижнів вагітності у разі внутрішньоутробної деформації або фізичної загрози для здоров'я жінки. Законопроєкт 1985 року дозволив аборти до 20 тижнів вагітності неповнолітнім жінкам і до 24-го тижня, якщо амніоцентез і УЗД виявили серйозну інвалідність плоду.
2008 році у Фінляндії було виконано 10423 аборти. Спостерігається поступове зниження кількості абортів з плином часу, яке значною мірою можна пояснити зменшенням у віковій групі 20 років. Станом на  2010 року кількість абортів становила 10,4 на 1000 жінок та дівчат віком 15-44 років.
Аборти надаються безкоштовно у лікарнях. Аборти в клініках перебувають поза законом, хоча лікарі мають право виконувати цю процедуру за межами лікарень у надзвичайних обставинах. Незаконні аборти трапляються дуже рідко, оскільки, через загальність умов, передбачених законом, на практиці жінка може зробити аборт за майже будь-яких обставин.
Політичні суперечності, пов'язані з законом 1970 року, були слабкими. Члени парламенту від правих партій, зокрема Істинних фінів, періодично виступають із заявами, в яких засуджують аборти як аморальні. Проте після легалізації ще не було жодної цілеспрямованої політичної кампанії, щоб суттєво обмежити право на аборт.